# Fondation Folon
Pour les articles homonymes, voir Folon (homonymie).
 (juillet 2025).
 (juillet 2025).
La mise en forme du texte ne suit pas les recommandations de Wikipédia : il faut le « wikifier ».
Les points d'amélioration suivants sont les cas les plus fréquents. Le détail des points à revoir est peut-être précisé sur la page de discussion.
- Les titres sont pré-formatés par le logiciel. Ils ne sont ni en capitales, ni en gras.
- Le texte ne doit pas être écrit en capitales (les noms de famille non plus), ni en gras, ni en italique, ni en « petit »…
- Le gras n'est utilisé que pour surligner le titre de l'article dans l'introduction, une seule fois.
- L'italique est rarement utilisé : mots en langue étrangère, titres d'œuvres, noms de bateaux, etc.
- Les citations ne sont pas en italique mais en corps de texte normal. Elles sont entourées par des guillemets français : « et ».
- Les listes à puces sont à éviter, des paragraphes rédigés étant largement préférés. Les tableaux sont à réserver à la présentation de données structurées (résultats, etc.).
- Les appels de note de bas de page (petits chiffres en exposant, introduits par l'outil «  Source ») sont à placer entre la fin de phrase et le point final[comme ça].
- Les liens internes (vers d'autres articles de Wikipédia) sont à choisir avec parcimonie. Créez des liens vers des articles approfondissant le sujet. Les termes génériques sans rapport avec le sujet sont à éviter, ainsi que les répétitions de liens vers un même terme.
- Les liens externes sont à placer uniquement dans une section « Liens externes », à la fin de l'article. Ces liens sont à choisir avec parcimonie suivant les règles définies. Si un lien sert de source à l'article, son insertion dans le texte est à faire par les notes de bas de page.
- La présentation des références doit suivre les conventions bibliographiques. Il est recommandé d'utiliser les modèles {{Ouvrage}}, {{Chapitre}}, {{Article}}, {{Lien web}} et/ou {{Bibliographie}}. Le mode d'édition visuel peut mettre en forme automatiquement les références.
- Insérer une infobox (cadre d'informations à droite) n'est pas obligatoire pour parachever la mise en page.

Pour une aide détaillée, merci de consulter Aide:Wikification.
Si vous pensez que ces points ont été résolus, vous pouvez retirer ce bandeau et améliorer la mise en forme d'un autre article.
 (mai 2016).
Si vous disposez d'ouvrages ou d'articles de référence ou si vous connaissez des sites web de qualité traitant du thème abordé ici, merci de compléter l'article en donnant les références utiles à sa vérifiabilité et en les liant à la section « Notes et références ».
 (mai 2016).

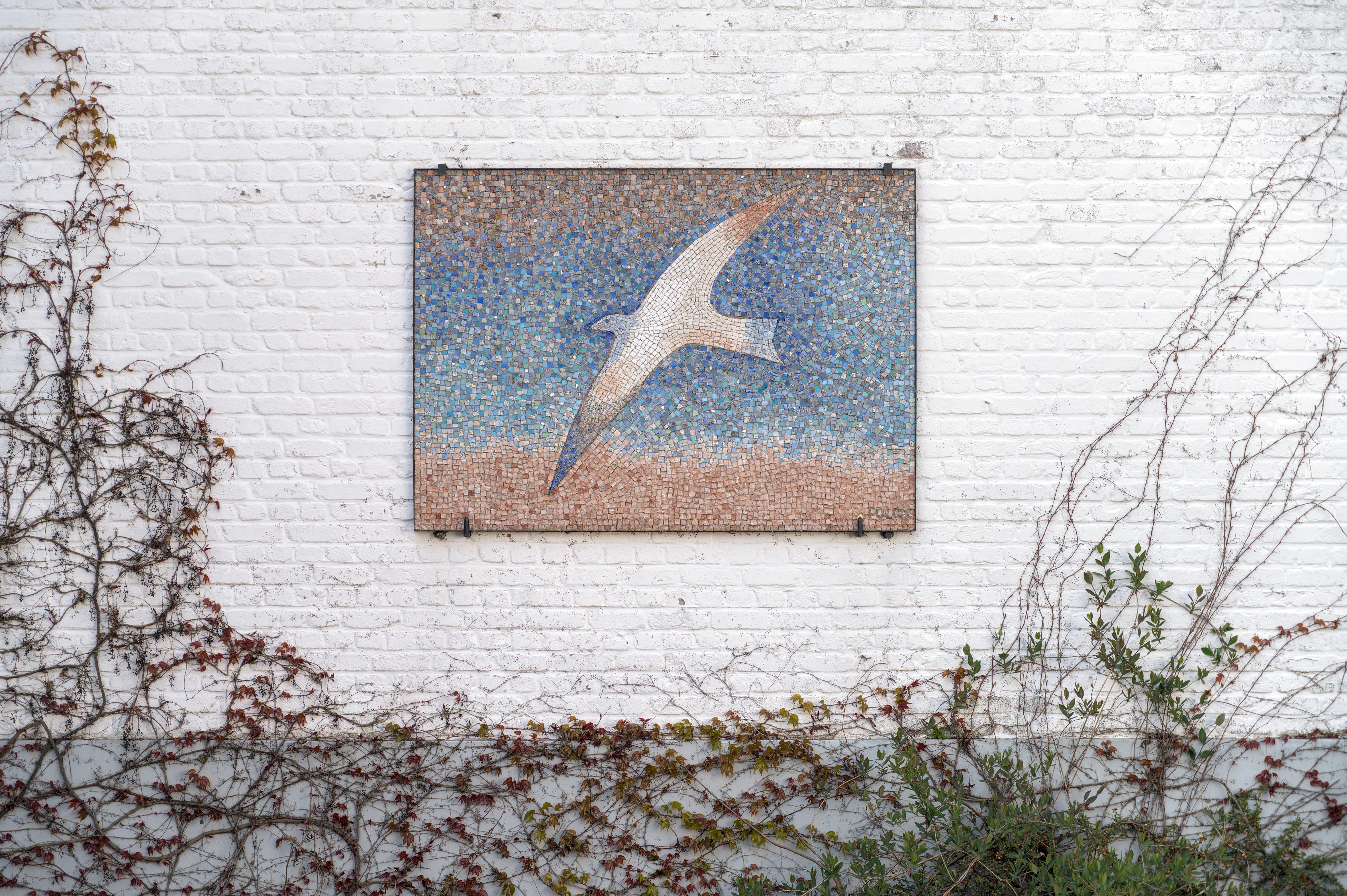
Mosaïque exposée sur un mur extérieur du musée.

La Fondation Folon est un musée, situé dans la ferme du Château de La Hulpe au sein du Domaine Solvay, à La Hulpe, en région wallonne, en Belgique.
Elle a été créée par Jean-Michel Folon, artiste belge, le 28 octobre 2000. Lorsqu'il meurt le 20 octobre 2005, c'est Stéphanie Angelroth qui lui succède à la tête de la Fondation, selon sa volonté. L’équipe responsable du musée compte 16 collaborateurs en 2025.

## Création
Alors que Jean-Michel Folon est à l'apogée de sa carrière au cours des années 1990, il souhaite rassembler dans un même lieu l'ensemble des œuvres qu'il avait conservées pendant ses quarante dernières années de création. L'artiste se fait le scénographe de son propre musée où il expose sa vie.
Le comité d'honneur de la Fondation Folon est composé de figures telles que César, Balthus, Valério Adami, Jorge Semprun ou encore Simone Veil.
Jean-Michel Folon se voit proposer par l'Italie mais aussi par la France des lieux d'exposition. Néanmoins, son goût pour la nature et sa proximité avec le Domaine Solvay lors de son enfance feront de la Wallonie la terre d'accueil des œuvres de l'artiste. La ferme du château de La Hulpe, conçue par l’architecte Jean-Pierre Cluysenaar, est donc devenue la Fondation Folon.
Le lieu propose quinze salles d’exposition où sont présentée 350 œuvress  de l’artiste. Jean-Michel Folon choisit en 2000 d’y installer son exposition.

## Le musée

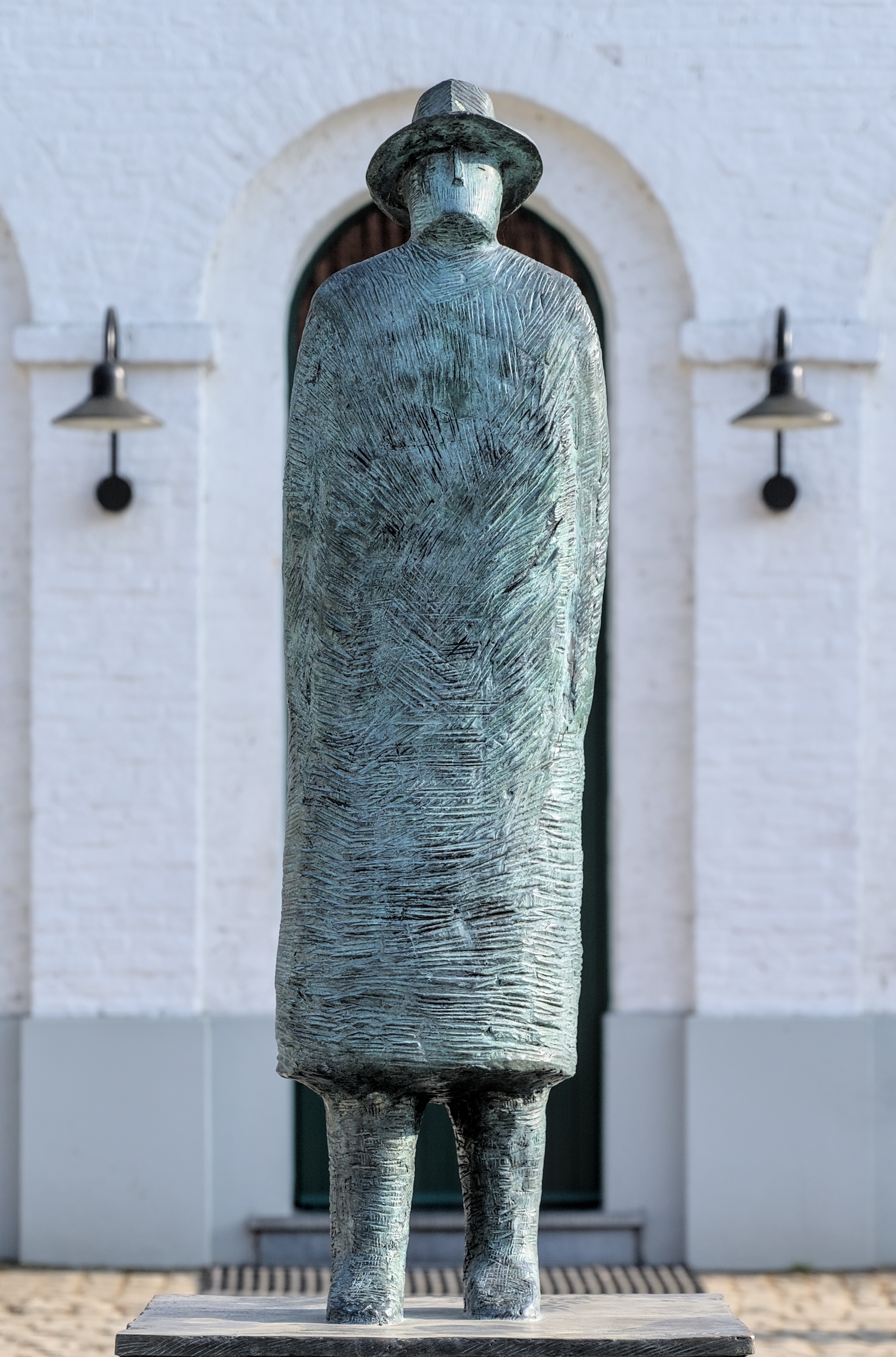
Statue exposée à l’extérieur de la Fondation Folon.

Plusieurs pièces permettent aux visiteurs de découvrir la vie de l'artiste belge à travers ses œuvres. Des aquarelles, sérigraphies, gravures, affiches, objets détournés, vitraux ou encore des sculptures constituent les 350 œuvres exposées de Jean-Michel Folon. Le visiteur est accompagné, lors de son parcours, par des animations interactives qui le guident au cœur de l'atelier de l'artiste. Des livres géants, des effets d'optique ou encore des projections animent la mission artistique de la Fondation qui s'insère également au sein d'une dynamique éducative. Le développement artistique et culturel est ainsi encouragé par des activités pédagogiques, orientées vers les valeurs humaines, telles que l'environnement ou les droits humains, auxquelles l'artiste tenait.

## Partenariats
En 2025, les partenaires de la Fondation Folon à La Hulpe sont la Wallonie, la province du Brabant wallon, Visit.Wallonia, DestinationBW, la banque Delen, Canson, Blockx, La Première, Musiqu'3, le journal Le Soir, le Soir Mag et TVCOM.